# Joseph Rudolph Grimes

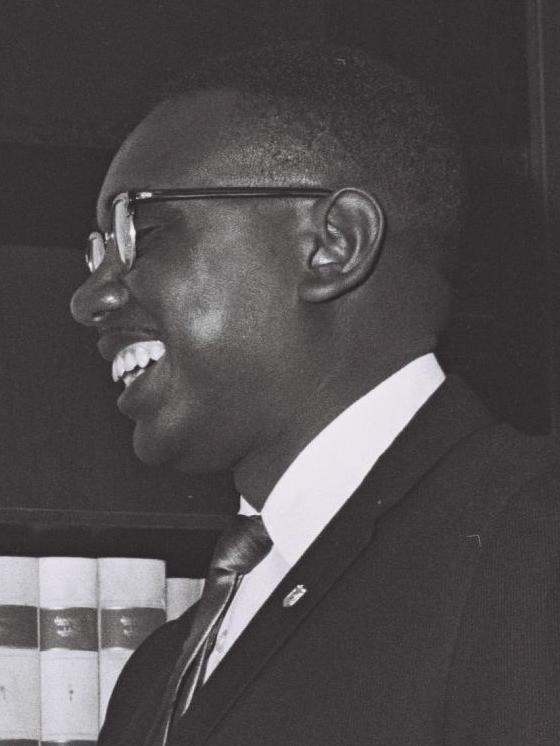
Der Anwalt und Politiker Joseph Rudolph Grimes.

Joseph Rudolph Grimes (* 31. Oktober 1923; † 7. September 2007 in Guttenberg, New Jersey) war ein liberianischer Anwalt und Politiker.

## Werdegang
Grimes kam als Sohn des Juristen Louis Arthur Grimes und der Victoria Grimes zur Welt. Er besuchte das College of West Africa und schloss am Liberia College mit dem Grad eines Bachelor of Arts ab. Anschließend ging er an die Harvard Law School, wo er einen Abschluss in Rechtswissenschaften erwarb. An der Columbia University in New York schloss er ein Master-Studium in internationalen Beziehungen ab.
Nach seiner Rückkehr gründete er am Liberia College die nach seinem Vater benannte Louis Arthur Grimes School of Law und war ab 1951 deren erster Dekan.
Nachdem er bereits als Staatssekretär im liberianischen Außenministerium gedient hatte, übernahm er 1958 kommissarisch die Leitung des Ministeriums und wurde 1960 unter Präsident William S. Tubman Außenminister. Er blieb bis 1971 im Amt. 

## Ehrungen
- 1956: Großes Verdienstkreuz mit Stern und Schulterband der Bundesrepublik Deutschland
- 1956: Großoffizier des Verdienstordens der Italienischen Republik